# Slacker Uprising
Slacker Uprising ist ein Film über eine Wahlkampftour von Michael Moore. Sie führte ihn im Jahr 2004 binnen 42 Tagen durch 63 Städte in wahlentscheidenden US-Bundesstaaten, um die 18- bis 29-Jährigen zu überzeugen, zur Wahl zu gehen.

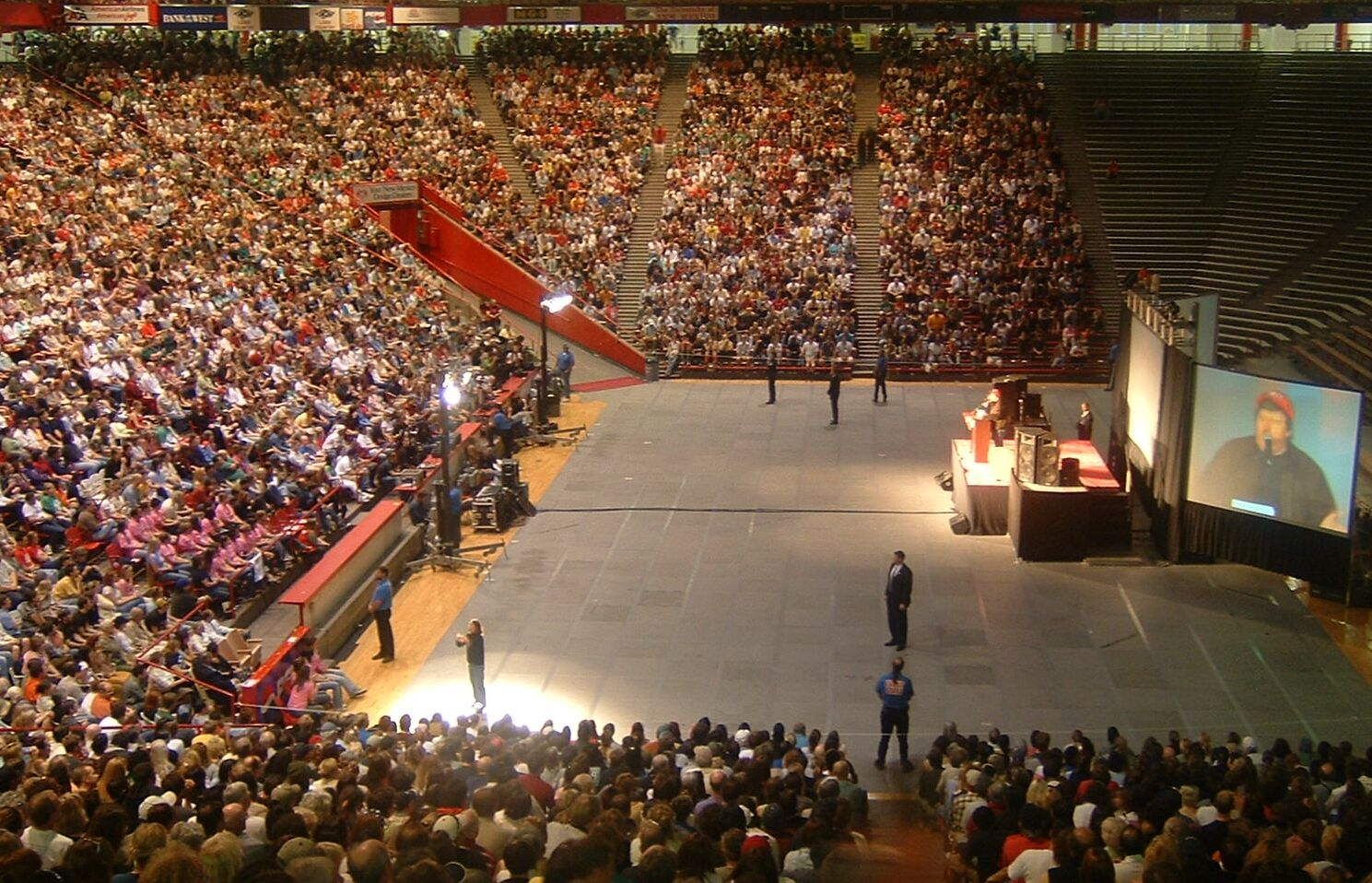
Michael Moore auf einer Kundgebung während seiner „Slacker Uprising Tour“ 2004 in Albuquerque, New Mexico (USA)

Der Film ist eine überarbeitete Version von Captain Mike Across America, der auf dem Toronto International Film Festival 2007 aufgeführt wurde. Die Uraufführung von Slacker Uprising fand am 18. September 2008 im Michigan Theater in Ann Arbor, Michigan, statt.
Es ist einer der ersten Kinofilme, die auch als kostenloser Download erschienen sind. Der kostenlose Download ist nur für Einwohner der USA und Kanadas seit dem 23. September 2008 erhältlich. Gleichzeitig steht der Film bis zum Jahresende 2008 auch als Stream zur Verfügung. Motivation für dieses Angebot war die Hoffnung Moores, auf diesem Wege Millionen neuer und junger Wähler zur Wahl am 4. November 2008 zu bewegen. Auf DVD erschien der Film im Oktober 2008.
Slacker Uprising enthält Auftritte von Eddie Vedder (Pearl Jam), Roseanne Barr, Tom Morello (Rage Against the Machine und Audioslave), Viggo Mortensen und anderen.

## Rezeption
Bei den meisten Kritikern fand der Film wenig Gefallen. Von den 17 auf Rotten Tomatoes gesammelten Kritiken fielen nur 5 positiv aus. So meinte etwa Stephanie Zacharek, der Film sei ein schamloser Akt der Selbstdarstellung, selbst für einen schamlosen Selbstdarsteller wie Moore.
Scott Tobias bezeichnete Slacker Uprising als Moores schlechtesten Film, vor allem, da er ausschließlich von „Captain Mike“ selbst handle und eine Hommage an ihn selbst sei. Die Tour selbst sei zweifellos nützlich gewesen und Moore hätte damit monatelang Politikverdrossene und Neuwähler anspornen können, aber sie habe ein Verfallsdatum, und das habe vier Jahre vor Veröffentlichung des Films gelegen.